# Samostan svetega Pavla Puščavnika
Koordinati:   44°05′08″N, 15°11′16″E
Samostan sv. Pavla Puščavnika je frančiškanski samostan iz 15. stoletja na otočku Galovac pri otoku Ugljanu (Hrvaška).
Samostan stoji na majhnem z gostim gozdom poraslim otočku Galovec, ki ga domačini imenujejo tudi Školić, in je le dobrih 80 metrov oddaljen od naselja Preko na otoku Ugljan. V zgodovinskih virih se omenja, da so otoček najprej poselili redovniki pavlinci, po katerih se tudi imenuje cerkev sv. Pavla. Frančiškani so samostan dobili v posest 1446 in v njem delovali nekaj stoletij. V 17. stoletju so prostori samostana služili kot lazaret. Danes je v samostanskih prostorih muzejska zbirka starih knjig pisanih v glagolici in zbirka starih slik.